# Cmentarz żydowski w Nowym Dworze Gdańskim
Cmentarz żydowski w Nowym Dworze Gdańskim – obecnie nieistniejący, założony w XIX wieku kirkut znajdujący się w Nowym Dworze Gdańskim, przy ul. Marii Konopnickiej. W czasie II wojny światowej został zniszczony, nie zachowały się na nim żadne macewy. Obecnie na jego terenie znajduje się osiedle domów jednorodzinnych.